# Jake Weber
Jake T. Weber (Londres, Inglaterra, 12 de marzo de 1963) es un actor británico.

## Biografía
Weber nació en Londres, Inglaterra. Estudió en el Colegio Middlebury, de Vermont, Estados Unidos, donde se especializó en Literatura Inglesa y Ciencias Políticas, graduándose cum laude, también participó en el coro Dissipated Eight. Asistió a la Academia Juilliard de Nueva York, en la que se graduó en 1991. Estudió en el Teatro de Arte de Moscú.
El papel revelación de Weber fue el de un  informador en la película de suspense El informe Pelícano, con Julia Roberts y Denzel Washington, en 1993.
Weber ha aparecido en varias películas y ha hecho varias apariciones en series de televisión como Law & Order: Criminal Intent, Policías de Nueva York, American Gothic y Law & Order. Pero es su papel como el marido de Allison DuBois (Patricia Arquette) en la serie de televisión Medium por el que es más conocido. Weber es conocido por encarnar a personajes emocionalmente fríos y estructurados.
En la actualidad Weber (divorciado) y su pareja, Elizabeth Carey, viven en Los Ángeles con su hijo Waylon, nacido en 2006.

## Filmografía

### Televisión
| Año       | Programa                         | Rol                           | Nota                                    |
| --------- | -------------------------------- | ----------------------------- | --------------------------------------- |
| 2018-¿?   | Homeland                         | Brett O'Keefe                 |                                         |
| 2013      | The Following                    |                               | Temp.2,                                 |
| 2012      | House M. D.                      | Joe Ruse                      | Temp.8, Cap. 13, "El hombre de la casa" |
| 2012      | Royal Pains                      | Gabe Gleason                  | 1 Episodio                              |
| 2011      | Human Target                     | Bill Fickner                  | 1 Episodio                              |
| 2005–2011 | Medium                           | Joe Dubois                    |                                         |
| 2001-2002 | The Mind of the Married Man      | Jake Berman                   | 20 Episodios                            |
| 2001      | Ley y orden: intento criminal    | Karl Atwood                   | Temp. 1, Cap. "Único"                   |
| 2001      | The $treet                       | Pete Dearborn                 | 2 Episodios                             |
| 1995-1996 | American Gothic                  | Dr. Matt Crower               | 15 Episodios                            |
| 1994-1995 | Something Wilder                 | Richie Wainwright             | 15 Episodios                            |
| 1994      | Liberty! The American Revolution | Caballero/Oficial de Virginia | 5 Episodios                             |

### Películas
| Año  | Película                      | Papel                           | Notas        |
| ---- | ----------------------------- | ------------------------------- | ------------ |
| 2021 | Aquellos que desean mi muerte | Owen Casserly                   |              |
| 2019 | Midway                        | Contralmirante Raymond Spruance |              |
| 2019 | The Beach House               | Mitch                           |              |
| 2017 | Thank You for Your Service    | Plymouth                        |              |
| 2014 | Hungry Hearts                 | Dr. Bill                        |              |
| 2013 | White House Down              |                                 |              |
| 2012 | Encadenado                    | Brad Fittler                    |              |
| 2008 | La profecía del diablo        | Robert Hartley                  |              |
| 2004 | Haven                         | Oficial Powell                  |              |
| 2004 | Dawn of the Dead              | Michael                         |              |
| 2004 | The Warrior Class             | Phil Anwar                      |              |
| 2002 | 100 Mile Rule                 | Bobby Davis                     |              |
| 2002 | Leo                           | Ben Bloom                       |              |
| 2001 | Wendigo                       | George                          |              |
| 2000 | The Cell                      | Agente especial Gordon Ramsey   |              |
| 2000 | U-571                         | Teniente Hirsch                 |              |
| 1999 | Virginidad                    | Dr. Beverly Kirk                |              |
| 1999 | In Too Deep                   | Daniel Connelly                 |              |
| 1999 | Pushing Tin                   | Barry Plotkin                   |              |
| 1998 | ¿Conoces a Joe Black?         | Drew                            |              |
| 1998 | Dangerous Beauty              | Rey Henry III                   |              |
| 1998 | Seducción                     | Adam                            |              |
| 1997 | Amistad                       | Sr. Wright                      |              |
| 1996 | What the Deaf Man Heard       | Tolliver Tynan                  |              |
| 1993 | El informe Pelícano           | Curtis Morgan (alias García)    |              |
| 1993 | Skin Art                      | Richard                         |              |
| 1992 | Una extraña entre nosotros    | Yaakov Klausman                 |              |
| 1992 | Bed & Breakfast               | Bobby                           |              |
| 1989 | Nacido el 4 de julio          | novio de Donna, de Siracusa     |              |
| 2011 | The Fort                      | Hombre                          | Cortometraje |
| 2012 | Chained                       | Brad Fittler                    |              |
| 2014 | Learning to Drive             | Ted                             |              |

## Premios y nominaciones
- 2005: Nominado para un Satellite Award de la Academia Internacional de la Prensa, por Medium.